# 匿名Aによる論文大量不正疑義事件
匿名Aによる論文大量不正疑義事件とは、2014年の年末から2015年の年頭にかけて発生した、80本を超える医学論文について研究不正の疑義が指摘された事件の通称。「匿名A」はこの指摘を行った人物が用いたハンドルネームである。日本の医学界において最高の地位を占めていた多数の人物が被告発者となっており、STAP細胞事件よりもはるかに重大な事件に発展する可能性があるといわれている。ノーベル賞受賞者を含めた学術関係者に衝撃を与えた。

## 事件までの経緯
大学改革が始まった2000年以降、日本では研究不正の事例が目立つようになった。事件の発覚にインターネット上の匿名の書き込みが関与するケースが多発したため、2ちゃんねるなどの匿名サイトに関心が集まるようになった。
日本分子生物学会は、上司の教授の捏造を告発した助手が2006年に服毒自殺した大阪大学の事件を受け、2007年から研究倫理活動として若手教育シンポジウムを開催していた。しかしながら、その研究倫理活動を教育責任者として担当していた東京大学分子細胞生物学研究所の教授が発表した論文から、捏造が疑われる酷似画像が存在するものが20本以上見つかることが2011年の年末から2012年の年頭にかけて2ちゃんねるで指摘された。11jigenはその指摘内容を2012年1月上旬に告発し、告発された教授は数か月後に引責退職した。日本分子生物学会の理事は、深刻な大量の論文捏造問題を抱えていた当事者に研究倫理の若手教育を行なわせていたことを2012年年末の学会において謝罪した。
2013年の日本分子生物学会の年会長を務めることになった大阪大学の近藤滋は、年会準備のためのウェブサイト「日本の科学を考える」を設立した。その中に「捏造問題にもっと怒りを」というトピックを作成し、匿名サイトで論文不正の指摘をしている人に対して匿名で構わないので意見を書き込んで欲しい旨を呼びかけた。2013年6月30日に、そのトピックの掲示板において、匿名掲示板で医学論文中の類似画像を指摘しているという書き込みが「匿名Ａ」というハンドルネームでなされ、その後「匿名A」と近藤滋などとの間で意見が交わされた。2013年年末の日本分子生物学会では、文部科学省職員やNature編集部およびマスメディアも招いた研究倫理問題のシンポジウムが三日間に渡り行なわれた。
2014年2月上旬にSTAP細胞論文の研究不正が発覚し、新聞やテレビニュースのトップを半年以上に渡り何度も飾るような大事件になった。責任著者の一人であった笹井芳樹は2014年8月5日に自殺し、筆頭著者の小保方晴子は2014年12月21日に理化学研究所を自主退職した。
2014年12月26日に、前述の東京大学分子細胞生物学研究所の教授の調査が約3年の期間を経て終了し、東大総長は自らを処分すると共に調査結果を報告した。

## 論文大量不正疑義事件
2014年12月30日午前10時35分から2015年1月3日午前8時48分にかけて、日本の研究機関から1996年〜2008年にNature誌などの国際誌に発表された約80本の医学系の論文に不正な人為的加工や流用が疑われるデータが掲載されていることが、「捏造問題にもっと怒りを」のコメント欄における6つのコメントで指摘された。匿名投稿者のハンドルネームはいずれも「匿名A」であった。この指摘はインターネット上の匿名掲示板やニュースサイトやSNSを通じて拡散し、2015年1月9日からは大手新聞社やNHKが報道を開始した。文部科学大臣下村博文は、2015年1月13日の閣議後記者会見において、2015年1月6日に同様の趣旨の匿名告発が文部科学省に対して文書で行なわれたことを明らかにした。m3.comによると、日本国内の24の医学系研究機関が文部科学省から匿名Aの指摘の確認を指示された。

### 大学の対応
最も多い28本の論文が指摘された大阪大学は、前述の服毒自殺者を出した論文捏造事件で懲戒解雇された教授が責任著者である1本の論文を除く27本について予備調査を行い、1本については疑義を否定し、7本については不注意による誤使用と判断し、残りの19本については「データが残っていないため不正の事実が確認できず、これ以上の調査は困難」として調査を打ち切った。九州大学については、不正を認めない形で内部調査を終了したことがマスコミによって報道された。札幌医科大学、東京大学および東北大学は、指摘された全ての論文について研究不正がなかったと判断したという結論のみを記した文書を公表した。金沢大学は、データが既に破棄されているため調査は困難であると判断し、本調査を行わないことを発表した。京都大学は、一部の指摘事項については過去に既に調査を行っていたことを発表したが、他の指摘事項については情報を発信しなかった。慶應義塾大学は、一部あるいは全ての指摘項目について研究不正がなかったと判断したことを具体的な調査内容を含め公表した。京都府立医科大学の研究者は、自らのホームページで自主的に実験ノートを公開し、指摘について回答した。

### 国会の対応
2015年5月19日に、衆議院の科学技術・イノベーション推進特別委員会において小川淳也衆議院議員から質問が行われ、87本の指摘のうち「64本の論文、17機関、研究者33名分」については不正の事実が確認されず「23本の論文、10機関、研究者16名分」については調査中であることが文部科学省の山本朋広政務官から報告された。2016年10月に、参議院議員の櫻井充は、Ordinary_researchersが2016年に別の告発を行った際に参議院議長へ質問主意書を提出し、東京大学は匿名Aに係る調査の内容を全く明らかにしていない旨を指摘した。また、東京大学の調査責任者は被告発者と親しい医学部の研究者が務めたという情報を明らかにした。

### 学術誌の対応
金沢大学が発表した1本の論文は、2015年9月4日に撤回された。また、2017年8月までに、Nature誌などに発表された14報の論文について修正公告が出された。

### 学会の対応
2016年11月29日の日本分子生物学会の理事会において、匿名Aが指摘を行ったウェブサイト「日本の科学を考える」があたかも分子生物学会が直接、管理・運用するサイトであるかのような疑念を抱かせるとの懸念が示され、討議が行われた。その結果、日本分子生物学会は「日本の科学を考える」に対して書き込みの規約違反を指摘し、「捏造問題にもっと怒りを」のコメント欄における匿名Aの約80本の指摘は、他の4000件近い匿名Aの書き込みと共に2017年1月に全て削除された。2019年1月に、学習院大学の阿形清和は、分子生物学会における理事長挨拶で、論文捏造問題への対応については終止符が打たれたと宣言した。しかしながら、2024年10月に匿名Aの指摘と書き込みは全て閲覧可能な状態に戻った。

### 海外の反応
Elisabeth M. Bikは、酷似画像が指摘されたNature誌の論文が撤回ではなく訂正対応で済まされたことは、COPEのガイドラインに違反するので再考するよう2021年9月16日に主張した。また、匿名Aが指摘した論文の一つについて、匿名Aがすでに指摘したものであることを認めた上でPubPeerに疑義を追記した。

## 特記事項
- 「匿名A」とは匿名投稿が許されている掲示板における匿名のハンドルネームであり、匿名Aによる書き込みが同一人物によってなされたという証拠は公にはなっていない。但し、毎日新聞は匿名Aは同一人物とみられると報道している[1]。
- 東京大学は、匿名Aに指摘された医学論文の全てを不正なしと発表したこと[29]に関して、不正なしの裁定を行った科学研究行動規範委員会の議事についての情報開示請求を、独立行政法人等の保有する情報の公開に関する法律3条の規定に基づいて要求された。2017年2月8日に、東京大学は、議事のほぼ全てを黒塗りの不開示にした状態で約550ページの議事などの情報を提供した。2017年6月8日に、不開示にされた議事の開示要求について、総務省の情報公開・個人情報保護審査会は諮問を受理した。東京大学は「調査の内容について必要以上に開示することは、調査機関として担保すべき、正確な事実の把握、率直な意見の交換、意思決定の中立性などを困難にするおそれがあり、ひいては、調査機関として行う不正行為の判定結果の信頼性をも損なうことになる」等の主張を行ったが、情報公開・個人情報保護審査会の第1部会は、東京大学の不開示の決定は違法であると2017年9月6日に答申した[44]。
- 匿名Aのほとんどの指摘について解明がなされなかった理由については、Journal of the Japan Skeptics誌の論文において「あまりに大規模な論文不正事件は大学も調査コストから解明を躊躇せざるをえないのだろう」と推測がなされた[5]。
- 上記の大量不正疑義事件以外の時期においても、「匿名A」というハンドルネームによる論文の画像データに関する指摘は匿名掲示板において行われている。2024年2月4日現在、大量不正疑義事件のものを含めて計117報が指摘されており[45][46][47][48][49][50]、指摘された論文の責任著者には日本人のノーベル医学生理学賞受賞者が3人含まれている。そのノーベル医学生理学賞受賞者の一人はSTAP細胞問題の報道が過熱[14]する中で行われた新潮社の週刊誌記事[51]の発表を受けて2014年4月28日に謝罪会見を開き[52]、その会見は同日のNHKニュース7のトップや翌日の産経新聞一面などで報道された。大量不正疑義事件以外で指摘された論文については、2017年8月現在、Nature誌[53]などに発表された5報について指摘後に修正公告が出されている。熊本大学に在籍していた著者に対する論文については不正が認定されたことが発表された[54]。

## 117報の一覧
| 整理番号 | 掲載誌                        | 論文発表年 | DOI                                                    | 匿名Aが指摘した日付             | 匿名Aが指摘したサイト | 著者の主な所属               | 著者の主な受賞歴                             | 著者の主な役職                                                   |
| -------- | ----------------------------- | ---------- | ------------------------------------------------------ | ------------------------------- | --- | ---------------------------- | -------------------------------------------- | ---------------------------------------------------------------- |
| #1       | Nature                        | 1998       | 10.1038/34214                                          | 2014.12.30                      | 捏造問題にもっと怒りを | 大阪大学医学部               | 文化功労者                                   | 京都大学名誉教授                                                 |
| #2       | JBC                           | 2000       | 10.1074/jbc.275.11.8091                                | 2014.12.30                      | 捏造問題にもっと怒りを | 大阪大学医学部               | 瑞宝重光章                                   | 京都大学名誉教授                                                 |
| #3       | Arch Biochem Biophys          | 2001       | 10.1006/abbi.2000.2266                                 | 2014.12.30                      | 捏造問題にもっと怒りを | 大阪大学医学部               | 文化功労者                                   | 京都大学名誉教授                                                 |
| #4       | Diabetes                      | 2002       | 10.2337/diabetes.51.10.2915                            | 2014.12.30                      | 捏造問題にもっと怒りを | 大阪大学医学部               | 安藤百福賞大賞                               | 住友病院長                                                       |
| #5       | Nat Med                       | 2002       | 10.1038/nm724                                          | 2014.12.30                      | 捏造問題にもっと怒りを | 大阪大学医学部               | 安藤百福賞大賞                               | 住友病院長                                                       |
| #6       | JBC                           | 2003       | 10.1074/jbc.M213202200                                 | 2014.12.30                      | 捏造問題にもっと怒りを | 大阪大学医学部               | 糖尿病学会賞                                 | 大阪大学教授                                                     |
| #7       | MBC                           | 1996       | 10.1128/MCB.16.6.3074                                  | 2014.12.31                      | 捏造問題にもっと怒りを | 東京大学医学部               | 瑞宝大綬章                                   | 虎の門病院長                                                     |
| #8       | JBC                           | 2003       | 10.1074/jbc.M103241200                                 | 2014.12.31                      | 捏造問題にもっと怒りを | 東京大学医学部               | 紫綬褒章                                     | 東京大学病院長                                                   |
| #9       | J Clin Invest                 | 2001       | 10.1172/JCI12864                                       | 2014.12.31                      | 捏造問題にもっと怒りを | 東京大学医学部               | 紫綬褒章                                     | 皇室医務主管                                                     |
| #10      | Nat Genet                     | 2002       | 10.1038/ng829                                          | 2014.12.31                      | 捏造問題にもっと怒りを | 東京大学医学部               | 紫綬褒章                                     | 自治医科大学学長                                                 |
| #11      | BBRC                          | 2004       | 10.1016/j.bbrc.2004.08.083                             | 2014.12.31                      | 捏造問題にもっと怒りを | 東京大学医学部               | 紫綬褒章                                     | 国立国際医療研究センター総長                                     |
| #12      | JBC                           | 2001       | 10.1074/jbc.M101781200                                 | 2015.01.01                      | 捏造問題にもっと怒りを | 東京大学医科学研究所         | 血液学会賞                                   | 東京大学教授                                                     |
| #13      | Exp Cell Res                  | 2002       | 10.1006/excr.2001.5394                                 | 2015.01.01                      | 捏造問題にもっと怒りを | 東京大学医科学研究所         | 血液学会賞                                   | 東京大学教授                                                     |
| #14      | Oncogene                      | 2002       | 10.1038/sj.onc.1205114                                 | 2015.01.01                      | 捏造問題にもっと怒りを | 東京大学医科学研究所         | 血液学会賞                                   | 東京大学教授                                                     |
| #15      | BBRC                          | 2002       | 10.1016/S0006-291X(02)00216-4                          | 2015.01.01                      | 捏造問題にもっと怒りを | 東京大学医学部               | 紫綬褒章                                     | 新型コロナウイルス感染症対応に関する有識者会議座長               |
| #16      | J Virol                       | 1999       | 10.1128/JVI.73.11.9237-9246.1999                       | 2015.01.01                      | 捏造問題にもっと怒りを | 東京大学医科学研究所         | 瑞宝中綬章                                   | 理化学研究所センター長                                           |
| #17      | J Virol                       | 2000       | 10.1128/jvi.74.12.5619-5628.2000                       | 2015.01.01                      | 捏造問題にもっと怒りを | 国立感染症研究所             | 瑞宝中綬章                                   | 理化学研究所センター長                                           |
| #18      | J Virol                       | 2001       | 10.1128/JVI.75.8.3802-3810.2001                        | 2015.01.01                      | 捏造問題にもっと怒りを | 国立感染症研究所             | 瑞宝中綬章                                   | 理化学研究所センター長                                           |
| #19      | J Virol                       | 2002       | 10.1128/jvi.76.14.7114-7124.2002                       | 2015.01.01                      | 捏造問題にもっと怒りを | 富山県衛生研究所             | 瑞宝中綬章                                   | 理化学研究所センター長                                           |
| #20      | J Virol                       | 2004       | 10.1128/JVI.78.14.7443-7454.2004                       | 2015.01.01                      | 捏造問題にもっと怒りを | 富山県衛生研究所             | 瑞宝中綬章                                   | 理化学研究所センター長                                           |
| #21      | J Virol                       | 2007       | 10.1128/JVI.02590-06                                   | 2015.01.01                      | 捏造問題にもっと怒りを | 理化学研究所                 | 瑞宝中綬章                                   | 理化学研究所センター長                                           |
| #22      | BBRC                          | 2002       | 10.1016/s0006-291x(02)00855-0                          | 2015.01.01                      | 捏造問題にもっと怒りを | 東京大学医学部               | 人類遺伝学会賞                               | 東京大学教授                                                     |
| #23      | BBRC                          | 2001       | 10.1006/bbrc.2001.6003                                 | 2015.01.01                      | 捏造問題にもっと怒りを | 東京大学医学部               | 人類遺伝学会賞                               | 東京大学教授                                                     |
| #24      | Circ Res                      | 2004       | 10.1161/01.RES.0000129701.14494.52                     | 2015.01.01                      | 捏造問題にもっと怒りを | 国立病院機構京都医療センター | ベルツ賞                                     | 国立病院機構部長                                                 |
| #25      | JBC                           | 2002       | 10.1074/jbc.M108138200                                 | 2015.01.01                      | 捏造問題にもっと怒りを | 京都大学ウイルス研究所       | 高松宮妃癌研究基金学術賞                     | 京都大学大学院生命科学研究科長                                   |
| #26      | JBC                           | 1999       | 10.1074/jbc.274.17.11995                               | 2015.01.01                      | 捏造問題にもっと怒りを | 京都大学医学部               | 文化功労者                                   | 日本薬理学会理事長                                               |
| #27      | JBC                           | 2000       | 10.1074/jbc.C000212200                                 | 2015.01.01                      | 捏造問題にもっと怒りを | 京都大学医学部               | 学士院賞                                     | 京都大学医学部長                                                 |
| #28      | JBC                           | 2002       | 10.1074/jbc.M209356200                                 | 2015.01.01                      | 捏造問題にもっと怒りを | 名古屋大学医学部             | 中日文化賞                                   | 名古屋大学医学部長                                               |
| #29      | JBC                           | 2001       | 10.1074/jbc.M008744200                                 | 2015.01.01                      | 捏造問題にもっと怒りを | 名古屋大学医学部             | 中日文化賞                                   | 名古屋大学医学部長                                               |
| #30      | JBC                           | 1999       | 10.1074/jbc.274.53.38251                               | 2015.01.01                      | 捏造問題にもっと怒りを | 九州大学生体防御医学研究所   | 遺伝学会木原賞                               | 日本学術振興会センター長                                         |
| #31      | Nucleic Acids Res             | 2000       | 10.1093/nar/28.6.1355                                  | 2015.01.01                      | 捏造問題にもっと怒りを | 九州大学生体防御医学研究所   | 遺伝学会木原賞                               | 日本学術振興会センター長                                         |
| #32      | DNA Repair                    | 2007       | 10.1016/j.dnarep.2007.01.003                           | 2015.01.01                      | 捏造問題にもっと怒りを | 九州大学生体防御医学研究所   | 遺伝学会木原賞                               | 日本学術振興会センター長                                         |
| #33      | JBC                           | 2000       | 10.1074/jbc.M001144200                                 | 2015.01.01                      | 捏造問題にもっと怒りを | 九州大学生体防御医学研究所   | 紫綬褒章                                     | 日本分子生物学会副理事長                                         |
| #34      | JBC                           | 2002       | 10.1074/jbc.C100762200                                 | 2015.01.01                      | 捏造問題にもっと怒りを | 九州大学生体防御医学研究所   | 文化功労者                                   | 日本分子生物学会副理事長                                         |
| #35      | EMBO J                        | 2002       | 10.1093/emboj/cdf642                                   | 2015.01.01                      | 捏造問題にもっと怒りを | 九州大学生体防御医学研究所   | 内山記念賞                                   | 九州大学教授                                                     |
| #36      | JBC                           | 2003       | 10.1074/jbc.M212856200                                 | 2015.01.01                      | 捏造問題にもっと怒りを | 九州大学生体防御医学研究所   | 生体防御学会奨励賞                           | 九州大学教授                                                     |
| #37      | JBC                           | 2003       | 10.1074/jbc.M302868200                                 | 2015.01.01                      | 捏造問題にもっと怒りを | 九州大学医学部               | 西日本文化賞                                 | 九州大学教授                                                     |
| #38      | J Virol                       | 1999       | 10.1128/JVI.73.10.7981-7987.1999                       | 2015.01.02                      | 捏造問題にもっと怒りを | 東京医科歯科大学             | Arwind Diwan賞                               | 日本癌学会評議員                                                 |
| #39      | JBC                           | 2002       | 10.1074/jbc.M106880200                                 | 2015.01.02                      | 捏造問題にもっと怒りを | 金沢大学がん進展制御研究所   | フビライ・ハン金賞                           | 民間企業研究倫理審査委員会委員長                                 |
| #40      | JBC                           | 2002       | 10.1074/jbc.M401067200                                 | 2015.01.02                      | 捏造問題にもっと怒りを | 金沢大学がん進展制御研究所   | フビライ・ハン金賞                           | 民間企業研究倫理審査委員会委員長                                 |
| #41      | Diabetes                      | 2003       | 10.2337/diabetes.52.11.2657                            | 2015.01.02                      | 捏造問題にもっと怒りを | 徳島大学                     |                                              | 日本糖尿病学会功労学術評議員                                     |
| #42      | JBC                           | 1999       | 10.1074/jbc.274.45.32309                               | 2015.01.02                      | 捏造問題にもっと怒りを | 京都府立医科大学             | 紫綬褒章                                     | 日本衛生学会副理事長                                             |
| #43      | JBC                           | 2000       | 10.1074/jbc.M909999199                                 | 2015.01.02                      | 捏造問題にもっと怒りを | 関西医科大学                 | 佐々木賞                                     | 京都府立医科大学教授                                             |
| #44      | JBC                           | 2000       | 10.1074/jbc.275.6.4369                                 | 2015.01.02                      | 捏造問題にもっと怒りを | 関西医科大学                 | 農芸化学会講演会受賞                         | 立命館大学教授                                                   |
| #45      | Hepatology                    | 2000       | 10.1053/jhep.2000.18715                                | 2015.01.02                      | 捏造問題にもっと怒りを | 関西医科大学                 | 農芸化学会講演会受賞                         | 立命館大学教授                                                   |
| #46      | J Hepatol                     | 2004       | 10.1016/j.jhep.2003.12.018                             | 2015.01.02                      | 捏造問題にもっと怒りを | 関西医科大学                 | 農芸化学会講演会受賞                         | 立命館大学教授                                                   |
| #47      | Am J Physiol Endocrinol Metab | 2005       | 10.1152/ajpendo.00118.2004                             | 2015.01.02                      | 捏造問題にもっと怒りを | 埼玉医科大学                 | 高血圧学会賞                                 | 薬価算定組織会議専門委員                                         |
| #48      | BBRC                          | 2001       | 10.1006/bbrc.2001.4764                                 | 2015.01.02                      | 捏造問題にもっと怒りを | 札幌医科大学                 | ヘリコバクター賞                             | 札幌医科大学教授                                                 |
| #49      | J Virol                       | 2002       | 10.1128/jvi.76.24.12683-12690.2002                     | 2015.01.02                      | 捏造問題にもっと怒りを | 札幌医科大学                 | ヘリコバクター賞                             | 札幌医科大学教授                                                 |
| #50      | JBC                           | 2003       | 10.1074/jbc.M305701200                                 | 2015.01.02                      | 捏造問題にもっと怒りを | 札幌医科大学                 | ヘリコバクター賞                             | 札幌医科大学教授                                                 |
| #51      | J Med Virol                   | 2006       | 10.1002/jmv.20556                                      | 2015.01.02                      | 捏造問題にもっと怒りを | 札幌医科大学                 | ヘリコバクター賞                             | 札幌医科大学教授                                                 |
| #52      | Cancer Lett                   | 1999       | 10.1016/s0304-3835(99)00109-3                          | 2015.01.02                      | 捏造問題にもっと怒りを | 慈恵医科大学                 |                                              | 日本小児科学会代議員                                             |
| #53      | Leukemia                      | 2000       | 10.1038/sj.leu.2401828                                 | 2015.01.02                      | 捏造問題にもっと怒りを | 慈恵医科大学                 |                                              | 日本小児科学会代議員                                             |
| #54      | BBRC                          | 2004       | 10.1016/j.bbrc.2004.02.080                             | 2015.01.02                      | 捏造問題にもっと怒りを | 慈恵医科大学                 | William Dameshek Prize                       | 日本小児科学会代議員                                             |
| #55      | Cancer Lett                   | 2008       | 10.1016/j.canlet.2007.11.017                           | 2015.01.02                      | 捏造問題にもっと怒りを | 慈恵医科大学                 |                                              | 日本小児科学会代議員                                             |
| #56      | Cancer Res                    | 2006       | 10.1158/0008-5472.CAN-06-0377                          | 2015.01.02                      | 捏造問題にもっと怒りを | 慶応義塾大学医学部           | ノバルティス・リウマチ賞                     | 日本創傷治癒学会理事長                                           |
| #57      | BBRC                          | 2005       | 10.1016/j.bbrc.2005.01.086                             | 2015.01.02                      | 捏造問題にもっと怒りを | 慶応義塾大学医学部           | 中日文化賞                                   | 日本遺伝子診療学会理事長                                         |
| #58      | BBRC                          | 2000       | 10.1006/bbrc.2000.3200                                 | 2015.01.02                      | 捏造問題にもっと怒りを | 日本大学医学部               | 藤瀬賞                                       | 一般社団法人代表理事                                             |
| #59      | BBRC                          | 2001       | 10.1006/bbrc.2001.4844                                 | 2015.01.02                      | 捏造問題にもっと怒りを | 日本大学医学部               | 藤瀬賞                                       | 一般社団法人代表理事                                             |
| #60      | Nat Cell Biol                 | 1999       | 10.1038/70265                                          | 2015.01.03                      | 捏造問題にもっと怒りを | 大阪大学医学部               | 骨代謝学会学術賞                             | 大阪大学医学部長                                                 |
| #61      | JBC                           | 2001       | 10.1074/jbc.M006886200                                 | 2015.01.03                      | 捏造問題にもっと怒りを | 大阪大学医学部               | ベルツ賞                                     | 大阪大学医学部長                                                 |
| #62      | JBC                           | 2001       | 10.1074/jbc.M104096200                                 | 2015.01.03                      | 捏造問題にもっと怒りを | 大阪大学医学部               | ベルツ賞                                     | 大阪大学医学部長                                                 |
| #63      | JBC                           | 2002       | 10.1074/jbc.M110795200                                 | 2015.01.03                      | 捏造問題にもっと怒りを | 大阪大学医学部               |                                              | 大阪大学教授                                                     |
| #64      | Circulation                   | 2002       | 10.1161/01.cir.0000018622.84402.ff                     | 2015.01.03                      | 捏造問題にもっと怒りを | 大阪大学医学部               | 安藤百福賞大賞                               | 住友病院長                                                       |
| #65      | JBC                           | 2002       | 10.1074/jbc.M111501200                                 | 2015.01.03                      | 捏造問題にもっと怒りを | 大阪大学医学部               | ベルツ賞                                     | 住友病院長                                                       |
| #66      | JBC                           | 2005       | 10.1074/jbc.M406788200                                 | 2015.01.03                      | 捏造問題にもっと怒りを | 大阪大学医学部               | ベルツ賞                                     | 住友病院長                                                       |
| #67      | JBC                           | 2005       | 10.1074/jbc.M413461200                                 | 2015.01.03                      | 捏造問題にもっと怒りを | 大阪大学医学部               | ベルツ賞                                     | 住友病院長                                                       |
| #68      | JBC                           | 2001       | 10.1074/jbc.M006153200                                 | 2015.01.03                      | 捏造問題にもっと怒りを | 大阪大学医学部               | ベルツ賞                                     | 住友病院長                                                       |
| #69      | JBC                           | 2001       | 10.1074/jbc.M103853200                                 | 2015.01.03                      | 捏造問題にもっと怒りを | 大阪大学医学部               | 厚生労働大臣表彰                             | 産婦人科専門医                                                   |
| #70      | JBC                           | 2001       | 10.1074/jbc.M005036200                                 | 2015.01.03                      | 捏造問題にもっと怒りを | 大阪大学医学部               | 厚生労働大臣表彰                             | 産婦人科専門医                                                   |
| #71      | JBC                           | 2002       | 10.1074/jbc.M204042200                                 | 2015.01.03                      | 捏造問題にもっと怒りを | 大阪大学医学部               | 厚生労働大臣表彰                             | 産婦人科専門医                                                   |
| #72      | Endocrinology                 | 2004       | 10.1210/en.2003-0792                                   | 2015.01.03                      | 捏造問題にもっと怒りを | 大阪大学医学部               | 厚生労働大臣表彰                             | 産婦人科専門医                                                   |
| #73      | Clin Cancer Res               | 2004       | 10.1158/1078-0432.CCR-04-0958                          | 2015.01.03                      | 捏造問題にもっと怒りを | 大阪大学医学部               | 厚生労働大臣表彰                             | 産婦人科専門医                                                   |
| #74      | Endocrinology                 | 2004       | 10.1210/en.2003-0709                                   | 2015.01.03                      | 捏造問題にもっと怒りを | 大阪大学医学部               | 厚生労働大臣表彰                             | 産婦人科専門医                                                   |
| #75      | JBC                           | 2004       | 10.1074/jbc.M313709200                                 | 2015.01.03                      | 捏造問題にもっと怒りを | 大阪大学医学部               | 厚生労働大臣表彰                             | 産婦人科専門医                                                   |
| #76      | JBC                           | 2000       | 10.1074/jbc.M003491200                                 | 2015.01.03                      | 捏造問題にもっと怒りを | 大阪大学医学部               |                                              | 日本分子生物学会年会長                                           |
| #77      | PNAS                          | 2000       | 10.1073/pnas.240303097                                 | 2015.01.03                      | 捏造問題にもっと怒りを | 大阪大学医学部               |                                              | 大阪大学教授                                                     |
| #78      | JBC                           | 1999       | 10.1074/jbc.274.13.8531                                | 2015.01.03                      | 捏造問題にもっと怒りを | 大阪大学医学部               | ベルツ賞                                     | 住友病院長                                                       |
| #79      | FASEB J                       | 2001       | 10.1096/fj.00-0495fje                                  | 2015.01.03                      | 捏造問題にもっと怒りを | 大阪大学医学部               | ベルツ賞                                     | 住友病院長                                                       |
| #80      | Nat Med                       | 2001       | 10.1038/85463                                          | 2015.01.03                      | 捏造問題にもっと怒りを | 大阪大学医学部               | ベルツ賞                                     | 住友病院長                                                       |
| #81      | JBC                           | 2003       | 10.1074/jbc.M207880200                                 | 2015.01.03                      | 捏造問題にもっと怒りを | 大阪大学医学部               | 日産科学賞                                   | 大阪大学教授                                                     |
| #82      | JBC                           | 2001       | 10.1074/jbc.M103848200                                 | 2015.01.03                      | 捏造問題にもっと怒りを | 東北大学医学部               | 柿内三郎記念賞                               | 東京大学教授                                                     |
| #83      | JBC                           | 2005       | 10.1074/jbc.M409969200                                 | 2015.01.03                      | 捏造問題にもっと怒りを | 東北大学医学部               | 日本医療研究開発大賞                         | 日本免疫学会理事                                                 |
| #84      | Cancer Res                    | 2007       | 10.1158/0008-5472.CAN-06-2756                          | 2015.01.03                      | 捏造問題にもっと怒りを | 東北大学医学部               | 日本医療研究開発大賞                         | 日本免疫学会理事                                                 |
| #85      | Nature                        | 2008       | 10.1038/nature07027                                    | 2013.03.05                      | 捏造、不正論文 総合スレネオ１                                                                                             | 千葉大学医学部               | 高峰譲吉賞                                   | 東京大学名誉教授                                                 |
| #86      | JBC                           | 2004       | 10.1074/jbc.M310822200                                 | 2013.03.07                      | 捏造、不正論文 総合スレネオ１                                                                                             | 千葉大学医学部               | 高峰譲吉賞                                   | 東京大学名誉教授                                                 |
| #87      | Nat Med                       | 2009       | 10.1038/nm.2014                                        | 2013.03.08                      | 捏造、不正論文 総合スレネオ１                                                                                             | 千葉大学医学部               | 高峰譲吉賞                                   | 東京大学名誉教授                                                 |
| #88      | Nat Cell Biol                 | 2004       | 10.1038/ncb1137                                        | 2013.03.08 2013.03.11           | 捏造、不正論文 総合スレネオ１                                                                                             | 千葉大学医学部               | 高峰譲吉賞                                   | 東京大学名誉教授                                                 |
| #89      | BBRC                          | 2004       | 10.1016/j.bbrc.2004.07.119                             | 2013.03.21                      | 捏造、不正論文 総合スレネオ１                                                                                             | 千葉大学医学部               | 瑞宝大綬章                                   | 国立病院機構理事長                                               |
| #90      | JBC                           | 1999       | 10.1074/jbc.274.12.8231                                | 2013.03.22                      | 捏造、不正論文 総合スレネオ１                                                                                             | 東京大学医学部               | 瑞宝大綬章                                   | 東京大学医学部長                                                 |
| #91      | BBRC                          | 2000       | 10.1006/bbrc.2000.2561                                 | 2013.03.22                      | 捏造、不正論文 総合スレネオ１                                                                                             | 東京大学医学部               | 瑞宝大綬章                                   | 日本内科学会理事長                                               |
| #92      | Circulation                   | 1999       | 10.1161/01.cir.100.20.2100                             | 2013.03.27                      | 捏造、不正論文 総合スレネオ２                                                                                             | 東京大学医学部               | 高峰譲吉賞                                   | 東京大学名誉教授                                                 |
| #93      | Circulation                   | 2003       | 10.1161/01.CIR.0000101923.54751.77                     | 2013.03.27                      | 捏造、不正論文 総合スレネオ２                                                                                             | 千葉大学医学部               | 永井賞                                       | 東京大学名誉教授                                                 |
| #94      | Circulation                   | 1998       | 10.1161/01.cir.97.19.1952                              | 2013.03.28                      | 捏造、不正論文 総合スレネオ２                                                                                             | 東京大学医学部               | 高峰譲吉賞                                   | 東京大学名誉教授                                                 |
| #95      | Circ Res                      | 1999       | 10.1161/01.res.84.4.458                                | 2013.03.28                      | 捏造、不正論文 総合スレネオ２                                                                                             | 東京大学医学部               | 高峰譲吉賞                                   | 東京大学名誉教授                                                 |
| #96      | EMBO J                        | 2000       | doi.org/10.1093/emboj/19.20.5533                       | 2013.03.30 2013.04.06           | 捏造、不正論文 総合スレネオ２                                                                                             | 奈良先端科学技術大学院       | ノーベル賞                                   | 元号に関する懇談会有識者                                         |
| #97      | Hypertension                  | 1998       | 10.1161/01.hyp.31.1.50                                 | 2013.04.16                      | 捏造、不正論文 総合スレネオ２                                                                                             | 大阪市立医科大学             | ノーベル賞                                   | 元号に関する懇談会有識者                                         |
| #98      | Circ Res                      | 1998       | 10.1161/01.res.83.7.752                                | 2013.04.16                      | 捏造、不正論文 総合スレネオ２                                                                                             | 大阪市立医科大学             | ノーベル賞                                   | 元号に関する懇談会有識者                                         |
| #99      | J Am Soc Nephrol              | 2003       | 10.1097/01.asn.0000050415.97942.2f                     | 2013.04.16                      | 捏造、不正論文 総合スレネオ２                                                                                             | 大阪市立医科大学             | 高血圧学会賞                                 | 大阪市立大学教授                                                 |
| #100     | Hypertens Res                 | 2005       | 10.1291/hypres.28.447                                  | 2013.05.07                      | 捏造、不正論文 総合スレネオ３                                                                                             | 大阪市立医科大学             | 高血圧学会賞                                 | 大阪市立大学教授                                                 |
| #101     | J Pharmacol Sci               | 2005       | 10.1254/jphs.fp0050160                                 | 2013.05.07                      | 捏造、不正論文 総合スレネオ３                                                                                             | 大阪市立医科大学             | 高血圧学会賞                                 | 大阪市立大学教授                                                 |
| #102     | Circulation                   | 2003       | 10.1161/01.cir.0000055331.41937.aa                     | 2013.08.20 （予告は2013.08.19） | 捏造、不正論文 総合スレネオ６ （予告は「日本の科学を考える」の「研究不正問題２ まっとうなデータと不正の境界はどこに？」） | 大阪大学医学部               | 文部科学大臣賞                               | 内閣官房健康・医療戦略本部戦略参与                               |
| #103     | Hypertension                  | 2006       | 10.1161/01.HYP.0000240266.26185.57                     | 2013.08.20 （予告は2013.08.19） | 捏造、不正論文 総合スレネオ６ （予告は「日本の科学を考える」の「研究不正問題２ まっとうなデータと不正の境界はどこに？」） | 大阪大学医学部               | 文部科学大臣賞                               | 2025年日本国際博覧会総合プロデューサー                           |
| #104     | Mol Pharmacol                 | 2005       | 10.1124/mol.104.008144                                 | 2013.08.21                      | 捏造、不正論文 総合スレネオ６                                                                                             | 愛媛大学医学部               | 高血圧学会賞                                 | 日本高血圧学会理事長                                             |
| #105     | Arterioscler Thromb Vasc      | 2012       | 10.1161/ATVBAHA.112.249516                             | 2013.08.21                      | 捏造、不正論文 総合スレネオ６                                                                                             | 愛媛大学医学部               | 高血圧学会賞                                 | 日本高血圧学会理事長                                             |
| #106     | Nature                        | 1998       | 10.1038/27945                                          | 2014.01.23                      | 分子生物学会理事会掲示板                                                                                                  | 東京大学医学部               | ベルツ賞                                     | 東京大学教授                                                     |
| #107     | Circulation                   | 2006       | 10.1161/CIRCULATIONAHA.106.626606                      | 2013.03.27                      | 捏造、不正論文 総合スレネオ２                                                                                             | 千葉大学医学部               | 高峰譲吉賞                                   | 東京大学名誉教授                                                 |
| #108     | Circulation                   | 2002       | 10.1161/01.cir.0000027823.07104.86                     | 2013.03.27                      | 捏造、不正論文 総合スレネオ２                                                                                             | 千葉大学医学部               | 高峰譲吉賞                                   | 東京大学名誉教授                                                 |
| #109     | Circulation                   | 2002       | 10.1161/hc1002.105225                                  | 2013.03.20                      | 捏造、不正論文 総合スレネオ１                                                                                             | 千葉大学医学部               | 高峰譲吉賞                                   | 東京大学名誉教授                                                 |
| #110     | Arthritis Rheum               | 2000       | 10.1002/1529-0131(200002)43:2<259::AID-ANR4>3.0.CO;2-W | 2013.03.31                      | 捏造、不正論文 総合スレネオ２                                                                                             | 東京大学医学部               | 学士院賞                                     | 東京大学教授                                                     |
| #111     | J Clin Invest                 | 1999       | 10.1172/JCI6093                                        | 2013.04.01                      | 捏造、不正論文 総合スレネオ２                                                                                             | 東京大学医学部               | 学士院賞                                     | 東京大学教授                                                     |
| #112     | JBC                           | 2006       | 10.1074/jbc.M601645200                                 | 2018.10.26                      | 捏造、不正論文 総合スレネオ４７                                                                                           | 京都大学医学部               | ノーベル賞                                   | お茶の水女子大学教授                                             |
| #113     | PNAS                          | 2002       | 10.1073/pnas.232562799                                 | 2019.04.24                      | 捏造、不正論文 総合スレネオ４９                                                                                           | 北里大学医学部               | ノーベル賞                                   | 女子美術大学理事長                                               |
| #114     | Front Microbiol               | 2020       | 10.3389/fmicb.2020.628281                              | 2021.08.23                      | 捏造、不正論文、総合スレネオ６２                                                                                          | 横浜市立大学医学部           | 横浜医学会賞                                 | 数理・データサイエンス・ＡＩ教育プログラム認定制度検討会議構成員 |
| #115     | BBRC                          | 2004       | 10.1016/j.bbrc.2003.12.104                             | 2023.12.08                      | 捏造、不正論文、総合スレネオ６６                                                                                          | 東京大学医学部               | 永井賞                                       | 東京大学教授                                                     |
| #116     | JBC                           | 2009       | 10.1074/jbc.M109.025346                                | 2023.12.09                      | 捏造、不正論文、総合スレネオ６６                                                                                          |                              | 日本糖尿病合併症学会Young Investigator Award | 福岡大学教授                                                     |
| #117     | Atherosclerosis               | 2006       | 10.1016/j.atherosclerosis.2005.01.057                  | 2023.12.09                      | 捏造、不正論文、総合スレネオ６６                                                                                          | 東京大学医学部               | 永井賞                                       | 新型コロナウイルス感染症対応に関する有識者会議座長               |